# チング
チングとは、吉本興業に所属し、日本のほか韓国でも活躍した漫才コンビである。2003年3月結成、2010年2月6日解散。
コンビ名の「チング」は韓国語で「友達」を意味する。

## メンバー
- 吉井慎一（よしい しんいち、1977年3月5日 - ）
  - 兵庫県神戸市出身。血液型A型。身長181cm、体重67kg。
  - 兵庫県立神戸高塚高等学校卒業。野球部に所属していた。
  - 趣味はお墓参り、競馬。特技は野球、雪だるま作り。
  - 1999年入社。
- ポカ（高須賀 浩司（たかすか こうじ）、1973年8月22日 - ）
  - 愛媛県北宇和郡鬼北町出身。血液型A型。身長185cm、体重70kg。
  - 趣味は競馬、麻雀、野球。特技は韓国語。
  - 2004年入社。
  - コンビ解散後はチングポカ名義でピン芸人として活動。

## 来歴・人物
元々は吉井が韓国で芸人として活躍する為に2003年3月に渡韓。その後「韓国に漫才を広めたい」との思いでポカを呼び寄せコンビを結成。
その後2人で韓国の下宿である「ハスク」で共同生活しながら、両国の文化の違いを紹介した朝鮮語での漫才を武器に、ライブ活動や現地メディアへの出演をこなす。この間に日本でも一部で2人の活動が話題となっており、その関係で徐々に韓国と日本を往復する生活になっていった。
2005年からは一旦活動の拠点を日本に戻し、「出来る限り韓国に近い所で活動したい」との思いから東京本社に籍を置いたまま福岡に移住。マネージメントも福岡事務所が行っており、他の所属芸人達と共にローカルタレント業をこなしつつ、その合間を縫って渡韓を続け、現地の劇場で一日4回の舞台をこなしていた。
2010年2月3日に開催されたライブにおいて解散を発表。その後吉井は吉本興業を辞め、2010年8月より2012年6月まで武豊騎手のバレットを務めていた傍ら、タレント業も継続して行っている。吉井は趣味であった競馬関連の仕事もあり、地方競馬全国協会政策が制作しているインターネット番組への出演の他、週刊Gallopで隔週の連載を持っていた（タイトルは「吉井慎一の武豊バレット日記」）。その後は福永祐一騎手のバレットを務めた後、2024年時点では、中央競馬の荻野極と永島まなみと川端海翼の騎乗依頼仲介者となっている。
ポカについては引き続き吉本興業に所属している。

## 出演
テレビ番組
- 今日感テレビ（RKBテレビ、主に水曜日の中継を担当するが、水曜以外に出演する場合もあり）
- ナイトシャッフル（福岡放送、準レギュラー）
- デカ 黒川鈴木 第11話（2012年3月15日、読売テレビ） - 鑑識官 役
- マネーの天使〜あなたのお金、取り戻します!〜 第3話（2016年1月21日、読売テレビ） - 高須賀：小森直人 役

映画
- 僕たちのプレイボール（2010年5月15日、ゴー・シネマ） - 吉井：坪倉健斗 役、高須賀：西山竜一 役